# Lista de equipas e ciclistas da Volta a Portugal de 2015

## Equipas
A lista de equipas e ciclistas inscritos na Volta a Portugal 2015 não foi uma grande surpresa, com as seis principais formações nacionais, às quais se juntaram dez estrangeiras, todas da classe continental. Entre os ciclistas, além de nomes como Davide Viganò, estiveram os grandes candidatos ao triunfo - Gustavo Veloso, Alejandro Marque, Délio Fernandez e Rui Sousa, bem como ciclistas a ter em conta como Jóni Brandão ou Hernâni Brôco. Na generalidade, o favoritismo foi confirmado nas posições finais, com Veloso a repetir o triunfo e Brandão a melhorar para o segundo lugar final (tinha sido quarto em 2014). Manuel Cardoso, candidato a vitórias ao sprint, e Ricardo Mestre, vencedor em 2011, foram duas das desilusões maiores da Volta a Portugal 2015, ao estarem afastados das principais posições ao longo da prova. 
| \| W52-Quinta da Lixa (W52) (9) - Gustavo Veloso (#1) - Raul Alarcon (#2) - Délio Fernandez (#3) - António Carvalho (#4) - Rui Vinhas (#5) - Joaquim Silva (#6) - Samuel Caldeira (#7) - Hélder Oliveira (#8) - Luís Fernandes (#9) - Director desportivo: Nuno Ribeiro Team Tavira (TAV) (9) - Ricardo Mestre (#41) - David Livramento (#42) - Henrique Casemiro (#43) - Daniel Mestre (#44) - Diogo Nunes (#45) - João Rodrigues (#46) - Valter Pereira (#47) - Manuel Cardoso (#48) - Rafael Reis (#49) - Director desportivo: Vidal Fitas Team Idea 2010 ASD (IDE) (8) - Luca Capelli (#81) - Maurizio Damiano (#82) - Matteo Maluccelli (#83) - Alessandro Pettiti (#84) - Matteo Spreafico (#85) - Marco Tizza (#86) - Mirko Torta (#87) - Davide Viganò (#88) - Director desportivo: Alberto Elli Team Stuttgart (SGT) (7) - Johannes Weber (#121) - Julian Schulze (#122) - Florian Nowak (#123) - Max Walsleben (#124) - Georg Loex (#125) - Arnold Fiek (#126) - Til Drobisch (#127) - Director desportivo: Luc Schuddinck \| Rádio Popular-Boavista (RPB) (9) - Rui Sousa (#11) - Alberto Gallego (#12) - Célio Sousa (#13) - Frederico Figueiredo (#14) - César Fonte (#15) - David Rodrigues (#16) - Daniel Silva (#17) - Nuno Bico (#18) - Virgílio Santos (#19) - Director desportivo: José Santos Louletano-Ray Just Energy (LRJ) (9) - Sandro Pinto (#51) - João Benta (#52) - Hugo Sabido (#53) - Micael Isidoro (#54) - Victor Valinho (#55) - Rui Rodrigues (#56) - Marcos García (#57) - Moises Dueñas (#58) - Vicente de Mateos (#59) - Director desportivo: Jorge Piedade) Team Ecuador (ECU) (9) - Bayron Guama (#91) - Jose Ragonessi (#92) - Segundo Navarrete (#93) - Henry Velasco (#94) - Jaume Rovira (#95) - Jordi Simon (#96) - Albert Torres (#97) - Higinio Fernandez (#98) - Daniel Dominguez (#99) - Director desportivo: Domenec Carbonel Verandas Willems Cycling Team (WIL) (9) - Gaetan Bille (#131) - Dimitri Claeys (#132) - Sten van Gucht (#133) - Joeri Calleeuw (#134) - Kai Reus (#135) - Christoph Prémont (#136) - Stef van Zummeren (#137) - Daan Myngheer (#138) - Jani Verstraeten (#139) - Director desportivo: Winten Gauthien \| Efapel (EFP) (9) - Alejandro Marque (#21) - Jóni Brandão (#22) - Diego Rubio (#23) - Filipe Cardoso (#24) - Rafael Silva (#25) - David de la Fuente (#26) - Hélder Ferreira (#27) - Oscar Brea (#28) - Domingos Gonçalves (#29) - Director desportivo: Américo Silva Caja Rural (CJR) (9) - Ricardo Vilela (#61) - José Gonçalves (#62) - Hector Benito (#63) - Hugh Carthy (#64) - Heiner Parra (#65) - Antonio Molina (#66) - Eduard Prades (#67) - Fernando Grijalba (#68) - Fabricio Ferrari (#69) - Director desportivo: José Fernandez Cyclingteam Join's - De Rijke (RIJ) (9) - Jetse Bol (#101) - Coen Vermeltfoort (#102) - Wouter Mol (#103) - Ronan van Zandbeek (#104) - Taco van der Hoom (#105) - Matthijs Eversdijk (#106) - Daan Meijers (#107) - Kobus Hereijgers (#108) - Robbert Greef (#109) - Director desportivo: Bennie Lambregts Team Kuota Lotto (TKG) (8) - Marcel Meisen (#141) - Max Walscheid (#142) - Christopher Hatz (#143) - Frederik Dombrowski (#144) - Tobias Knaup (#145) - Daniel Westmattelmann (#146) - Andreas Fliessgarten (#147) - Dario Rapps (#148) - Director desportivo: Detlef Kurzweg \| LA Antarte (LAA) (9) - Amaro Antunes (#31) - Bruno Silva (#32) - Hernâni Brôco (#33) - Hugo Sancho (#34) - Leonel Coutinho (#35) - Luís Afonso (#36) - Nuno Meireles (#37) - Pedro Paulinho (#38) - Sérgio Sousa (#39) - Director desportivo: Mário Rocha Parkhotel Valkenburg (PVC) (9) - Dennis Bakker (#71) - Dion Beukboom (#72) - Jim van den Berg (#73) - James Judd (#74) - Massimo Graziato (#75) - Jasper Ockeloen (#76) - Bob Schoonbroodt (#77) - Thijs van Beusichem (#78) - Marco Zanotti (#79) - Director desportivo: Ivor Koopmans Lokosphinkx (LOK) (7) - Evgeny Shalunov (#111) - Sergey Vdovin (#112) - Alexander Vdovin (#113) - Pavel Karpenkov (#114) - Aleksey Rybalkin (#115) - Vasily Neustroev (#116) - Kirill Bochkov (#117) - Director desportivo: Alexander Kuznetsov ISD Continental Team (ISD) (8) - Dmytro Krivtsov (#151) - Anatoliy Pakhtusov (#152) - Rinat Udod (#153) - Maksym Vasilev (#154) - Volodymyr Dzhus (#155) - Anatoliy Budyak (#156) - Ilya Klepikov (#157) - Timur Maleev (#158) - Director desportivo: Yevgen Novykov \| | | | |
| Entre parêntesis nas equipas: Código UCI e número de ciclistas Entre parêntesis nos ciclistas: número do dorsal | | | |
| W52-Quinta da Lixa (W52) (9) - Gustavo Veloso (#1) - Raul Alarcon (#2) - Délio Fernandez (#3) - António Carvalho (#4) - Rui Vinhas (#5) - Joaquim Silva (#6) - Samuel Caldeira (#7) - Hélder Oliveira (#8) - Luís Fernandes (#9) - Director desportivo: Nuno Ribeiro Team Tavira (TAV) (9) - Ricardo Mestre (#41) - David Livramento (#42) - Henrique Casemiro (#43) - Daniel Mestre (#44) - Diogo Nunes (#45) - João Rodrigues (#46) - Valter Pereira (#47) - Manuel Cardoso (#48) - Rafael Reis (#49) - Director desportivo: Vidal Fitas Team Idea 2010 ASD (IDE) (8) - Luca Capelli (#81) - Maurizio Damiano (#82) - Matteo Maluccelli (#83) - Alessandro Pettiti (#84) - Matteo Spreafico (#85) - Marco Tizza (#86) - Mirko Torta (#87) - Davide Viganò (#88) - Director desportivo: Alberto Elli Team Stuttgart (SGT) (7) - Johannes Weber (#121) - Julian Schulze (#122) - Florian Nowak (#123) - Max Walsleben (#124) - Georg Loex (#125) - Arnold Fiek (#126) - Til Drobisch (#127) - Director desportivo: Luc Schuddinck | Rádio Popular-Boavista (RPB) (9) - Rui Sousa (#11) - Alberto Gallego (#12) - Célio Sousa (#13) - Frederico Figueiredo (#14) - César Fonte (#15) - David Rodrigues (#16) - Daniel Silva (#17) - Nuno Bico (#18) - Virgílio Santos (#19) - Director desportivo: José Santos Louletano-Ray Just Energy (LRJ) (9) - Sandro Pinto (#51) - João Benta (#52) - Hugo Sabido (#53) - Micael Isidoro (#54) - Victor Valinho (#55) - Rui Rodrigues (#56) - Marcos García (#57) - Moises Dueñas (#58) - Vicente de Mateos (#59) - Director desportivo: Jorge Piedade) Team Ecuador (ECU) (9) - Bayron Guama (#91) - Jose Ragonessi (#92) - Segundo Navarrete (#93) - Henry Velasco (#94) - Jaume Rovira (#95) - Jordi Simon (#96) - Albert Torres (#97) - Higinio Fernandez (#98) - Daniel Dominguez (#99) - Director desportivo: Domenec Carbonel Verandas Willems Cycling Team (WIL) (9) - Gaetan Bille (#131) - Dimitri Claeys (#132) - Sten van Gucht (#133) - Joeri Calleeuw (#134) - Kai Reus (#135) - Christoph Prémont (#136) - Stef van Zummeren (#137) - Daan Myngheer (#138) - Jani Verstraeten (#139) - Director desportivo: Winten Gauthien | Efapel (EFP) (9) - Alejandro Marque (#21) - Jóni Brandão (#22) - Diego Rubio (#23) - Filipe Cardoso (#24) - Rafael Silva (#25) - David de la Fuente (#26) - Hélder Ferreira (#27) - Oscar Brea (#28) - Domingos Gonçalves (#29) - Director desportivo: Américo Silva Caja Rural (CJR) (9) - Ricardo Vilela (#61) - José Gonçalves (#62) - Hector Benito (#63) - Hugh Carthy (#64) - Heiner Parra (#65) - Antonio Molina (#66) - Eduard Prades (#67) - Fernando Grijalba (#68) - Fabricio Ferrari (#69) - Director desportivo: José Fernandez Cyclingteam Join's - De Rijke (RIJ) (9) - Jetse Bol (#101) - Coen Vermeltfoort (#102) - Wouter Mol (#103) - Ronan van Zandbeek (#104) - Taco van der Hoom (#105) - Matthijs Eversdijk (#106) - Daan Meijers (#107) - Kobus Hereijgers (#108) - Robbert Greef (#109) - Director desportivo: Bennie Lambregts Team Kuota Lotto (TKG) (8) - Marcel Meisen (#141) - Max Walscheid (#142) - Christopher Hatz (#143) - Frederik Dombrowski (#144) - Tobias Knaup (#145) - Daniel Westmattelmann (#146) - Andreas Fliessgarten (#147) - Dario Rapps (#148) - Director desportivo: Detlef Kurzweg | LA Antarte (LAA) (9) - Amaro Antunes (#31) - Bruno Silva (#32) - Hernâni Brôco (#33) - Hugo Sancho (#34) - Leonel Coutinho (#35) - Luís Afonso (#36) - Nuno Meireles (#37) - Pedro Paulinho (#38) - Sérgio Sousa (#39) - Director desportivo: Mário Rocha Parkhotel Valkenburg (PVC) (9) - Dennis Bakker (#71) - Dion Beukboom (#72) - Jim van den Berg (#73) - James Judd (#74) - Massimo Graziato (#75) - Jasper Ockeloen (#76) - Bob Schoonbroodt (#77) - Thijs van Beusichem (#78) - Marco Zanotti (#79) - Director desportivo: Ivor Koopmans Lokosphinkx (LOK) (7) - Evgeny Shalunov (#111) - Sergey Vdovin (#112) - Alexander Vdovin (#113) - Pavel Karpenkov (#114) - Aleksey Rybalkin (#115) - Vasily Neustroev (#116) - Kirill Bochkov (#117) - Director desportivo: Alexander Kuznetsov ISD Continental Team (ISD) (8) - Dmytro Krivtsov (#151) - Anatoliy Pakhtusov (#152) - Rinat Udod (#153) - Maksym Vasilev (#154) - Volodymyr Dzhus (#155) - Anatoliy Budyak (#156) - Ilya Klepikov (#157) - Timur Maleev (#158) - Director desportivo: Yevgen Novykov |